# Stadtverwaltung Köln

Logo der Stadtverwaltung Köln seit 1. Juli 2022

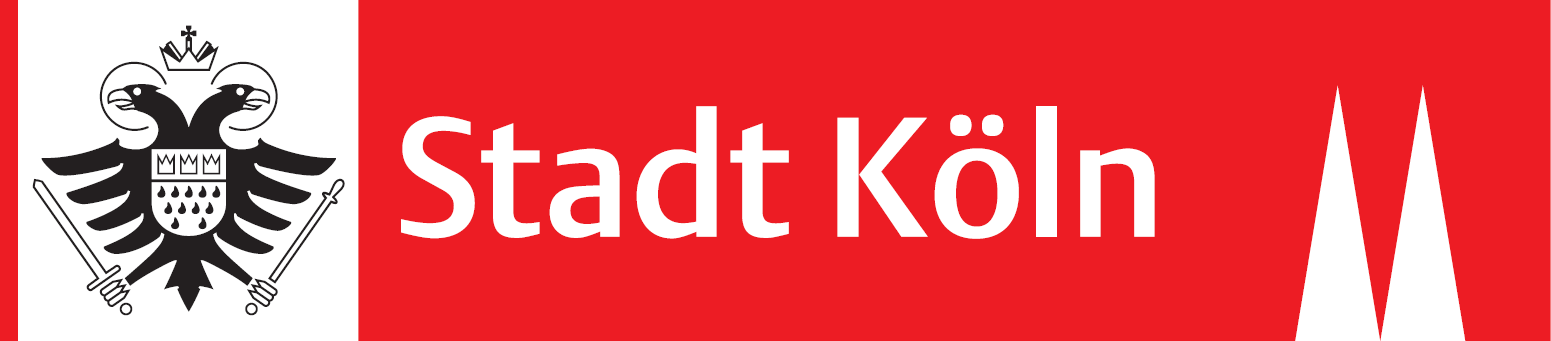
Logo der Stadtverwaltung Köln bis 30. Juni 2022

Die Stadtverwaltung Köln ist die kommunale Selbstverwaltung der Stadt Köln.
Die Stadtverwaltung Köln besteht aus neun Dezernaten, die jeweils von einem berufsmäßigen Stadtrat als kommunalem Wahlbeamten geleitet werden und dem Dezernat der Oberbürgermeisterin. Bei der Kölner Stadtverwaltung sind 21.623 Mitarbeiter beschäftigt, davon 4.549 Beamte und 17.074 Tarifbeschäftigte (Stand 31. Dezember 2021). Die Oberbürgermeisterin hat ihren Amtssitz im Kölner Rathaus. Ein Teil der Verwaltung ist im Stadthaus Köln-Deutz angesiedelt.
Seit 1999 repräsentieren in Nordrhein-Westfalen die Oberbürgermeister ihre Städte und Gemeinden nicht mehr ausschließlich politisch, sondern leiten gleichzeitig die Kommunalverwaltungen. Bis 1999 wurde die Stadtverwaltung durch einen hauptamtlichen Oberstadtdirektor geleitet, während der Oberbürgermeister lediglich der Vorsitzende des Stadtrates war (dies wurde umgangssprachlich als Doppelspitze bezeichnet).

## Dezernat OB – Oberbürgermeisterin

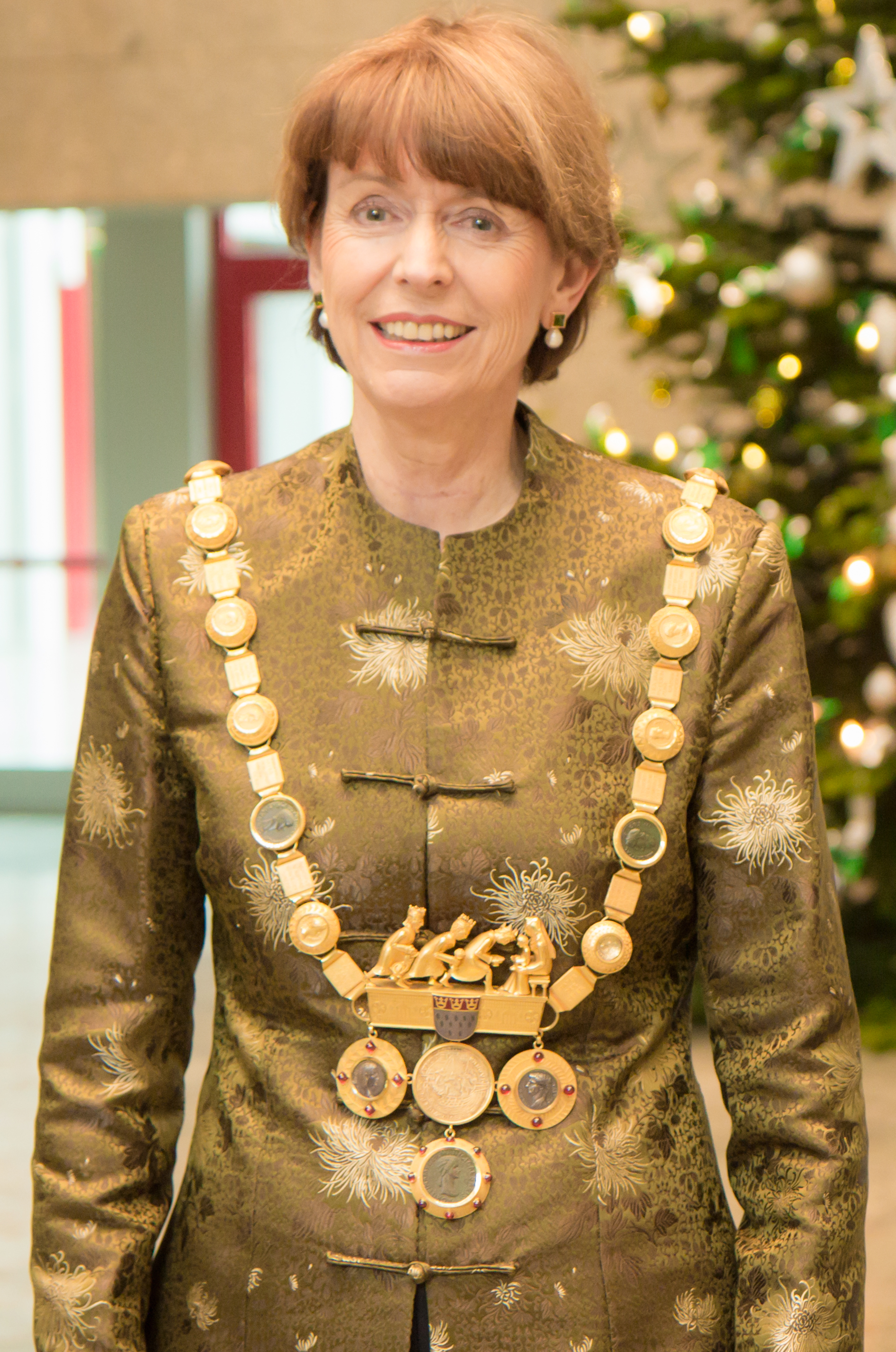
Henriette Reker, 2016

Oberbürgermeisterin der Stadt Köln ist seit dem 22. Oktober 2015 Henriette Reker (parteilos).
Untergeordnete Dienststellen:
- Amt für Presse- und Öffentlichkeitsarbeit
- Rechnungsprüfungsamt
- Amt der Oberbürgermeisterin
- Amt für Integration und Vielfalt
- Büro für Öffentlichkeitsbeteiligung
- Kommunalstelle zur Förderung und Anerkennung Bürgerschaftlichen Engagements (FABE)

## Dezernat I – Allgemeine Verwaltung und Ordnung
Stadtdirektor der Stadt Köln war vom 1. Januar 2017 bis zum Oktober 2020 Stephan Keller, der sich 2020 für die Kommunalwahl 2020 beurlauben ließ und im September 2020 zum Oberbürgermeister in Düsseldorf gewählt wurde. Am 23. März 2021 bestellte der Rat der Stadt Köln die bisherige Beigeordnete Andrea Blome (Dezernat III) mit Wirkung vom 24. Juni 2021 zur Stadtdirektorin. Am 21. August 2024 wurde Blome für weitere eineinhalb Jahre vom Kölner Stadtrat bestätigt. Damit amtiert sie bis Juni 2026.
Untergeordnete Dienststellen:
- Amt für öffentliche Ordnung
- Personal- und Verwaltungsmanagement
- Zentrale Dienste
- Datenschutzbeauftragter
- Ausländeramt
- Berufsfeuerwehr, Amt für Feuerschutz, Rettungsdienst und Bevölkerungsschutz
- Betriebliches Gesundheitsmanagement
- Bürgerämter der Kölner Stadtbezirke
- Bürgerdienste
- Zentrum für Kriminalprävention und Sicherheit
- Zusatzversorgung und Beihilfe

## Dezernat II – Finanzen und Recht

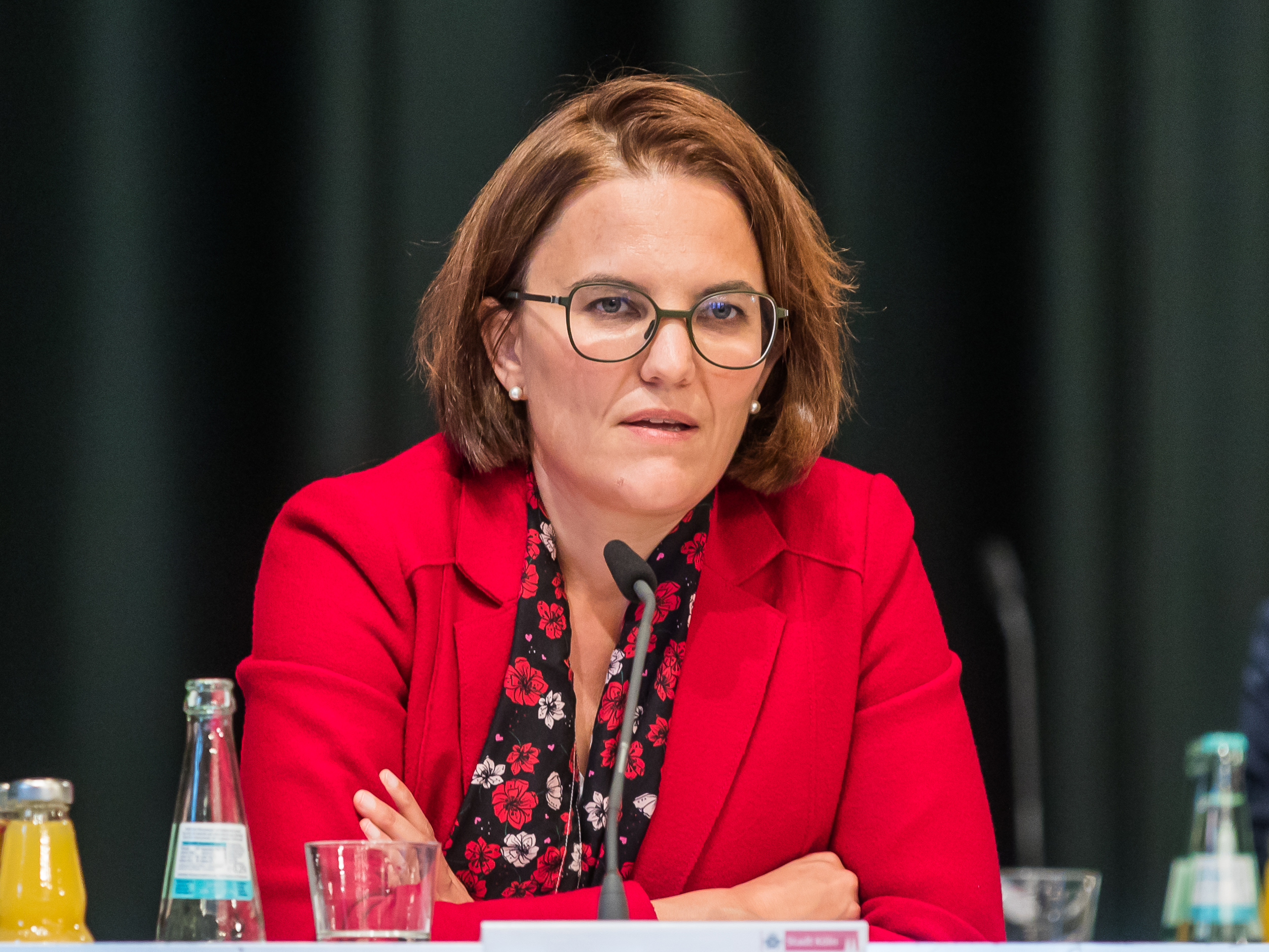
Dörte Diemert, 2021

Kämmerer der Stadt Köln war bis 15. Juli 2010 Norbert Walter-Borjans (SPD). Er wurde am 6. Mai 2009 vom Rat der Stadt in dieses Amt gewählt. Zudem war Walter-Borjans auch Beigeordneter für den Bereich Wirtschaft und Liegenschaften. Mit der Ernennung Norbert Walter-Borjans’ zum nordrhein-westfälischen Finanzminister wird das Dezernat II – Finanzen in Vertretung von Stadtdirektor Guido Kahlen geführt. Am 7. Oktober 2010 wurde Gabriele C. Klug (Bündnis 90/Die Grünen) zur neuen Stadtkämmerin gewählt, der Amtsantritt erfolgte am 8. Dezember 2010, ihre Amtszeit endete am 7. Dezember 2018.
Am 24. Januar 2019 trat die am 8. November 2018 vom Rat gewählte Dörte Diemert ihren Dienst an.
Untergeordnete Dienststellen:
- Kämmerei
- Steueramt
- Amt für Gleichstellung von Frauen und Männern
- Amt für Recht, Vergabe und Versicherungen

## Dezernat III – Mobilität

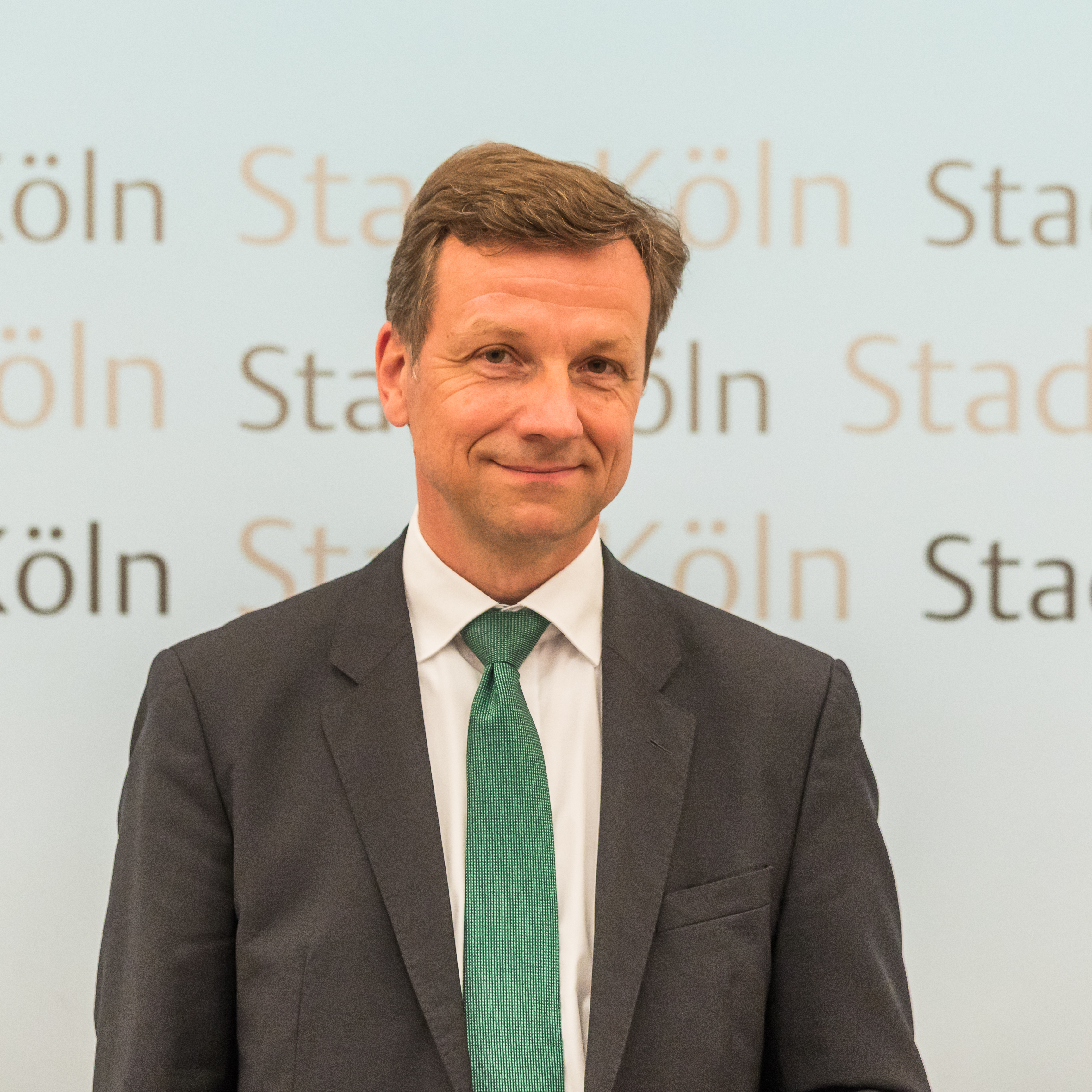
Ascan Egerer, 2021

Beigeordneter der Stadt Köln war bis 15. Juli 2010 Norbert Walter-Borjans (SPD). Er wurde am 15. Juli 2006 vom Rat der Stadt für acht Jahre in dieses Amt gewählt. Zudem war Walter-Borjans auch Kämmerer der Stadt Köln. Mit der Ernennung Norbert Walter-Borjans zum nordrhein-westfälischen Finanzminister wird das Dezernat III – Wirtschaft und Liegenschaften, in Vertretung, vom Beigeordneten Bernd Streitberger geführt. Am 25. November 2010 wurde Ute Berg zur neuen Dezernentin für Wirtschaft und Liegenschaften gewählt, der Amtsantritt erfolgte am 1. Februar 2011. Nach ihrem Gang in den Ruhestand am 31. März 2017 hat die Dezernentin für Mobilität und Verkehrsinfrastruktur, Andrea Blome, kommissarisch die Dezernatsleitung übernommen.
Im Februar 2020 beschloss der Rat der Stadt Köln die Zusammenlegung des bisherigen Dezernats VIII „Mobilität und Verkehrsinfrastruktur“ mit dem Dezernat III „Wirtschaft und Liegenschaften“ mit dem neuen Namen „Mobilität und Liegenschaften“ unter Leitung der Beigeordneten Andrea Blome (Beigeordnete seit dem 1. Januar 2017).
Am 24. Juni 2021 wählte der Rat der Stadt Köln Ascan Egerer zum neuen Beigeordneten, der sein Amt am 1. November 2021 antrat.
Untergeordnete Dienststellen
- Amt für nachhaltige Mobilitätsentwicklung
- Amt für Straßen und Radwegebau
- Amt für Brücken, Tunnel und Stadtbahnbau
- Bauverwaltungsamt
- Amt für Straßen und Radwegebau
- Amt für Verkehrsmanagement

## Dezernat IV – Bildung, Jugend und Sport

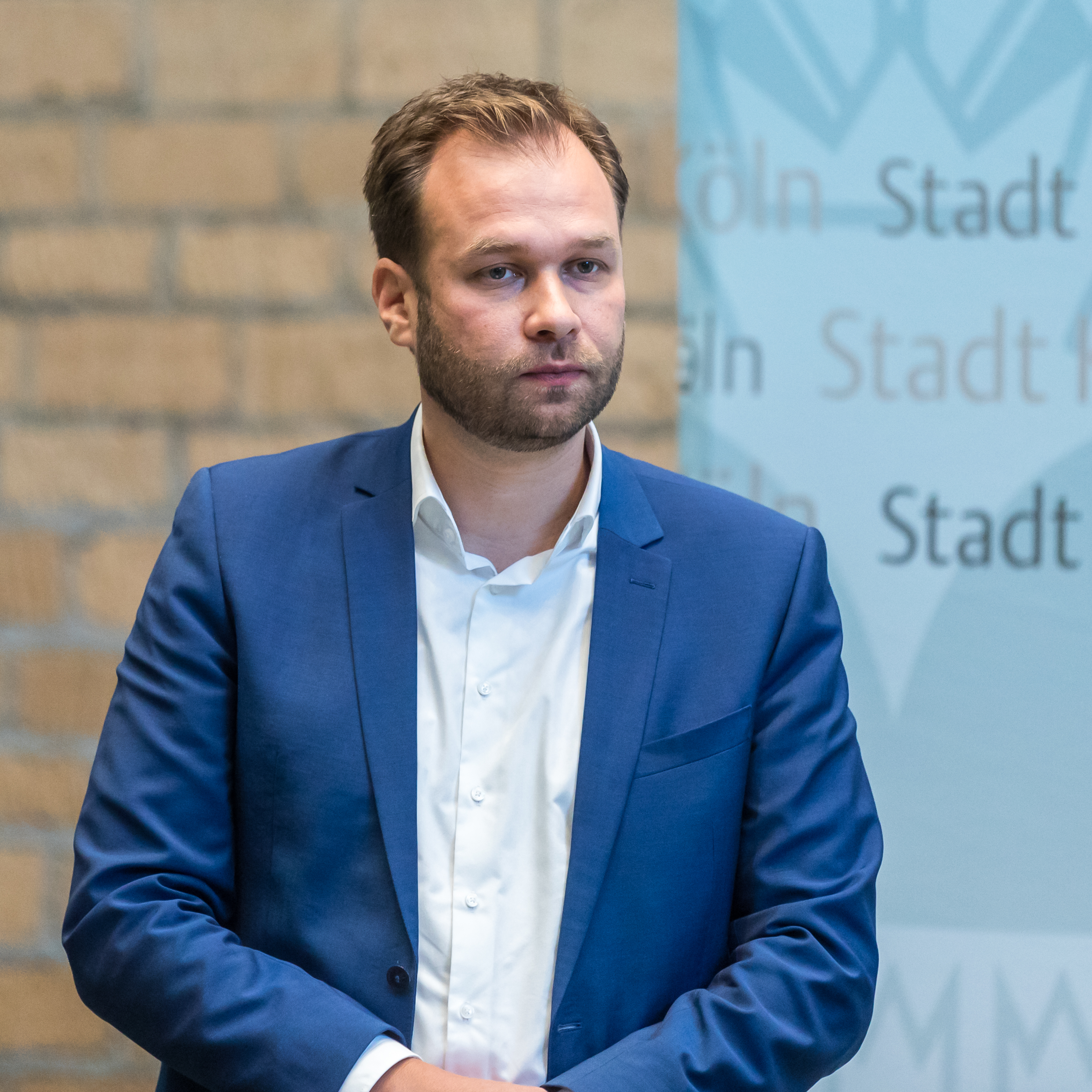
Robert Voigtsberger, 2020

Beigeordnete der Stadt Köln war von 2006 bis 2019 Agnes Klein (SPD). Sie wurde am 11. November 2006 vom Rat der Stadt für acht Jahre in dieses Amt gewählt. Klein beendete zum 30. April 2019 ihren Dienst.
Seit dem 1. Juli 2019 leitet Robert Voigtsberger (SPD) das Dezernat.
Untergeordnete Dienststellen
- Amt für Kinder, Jugend und Familie
- Amt für Schulentwicklung
- Amt für Weiterbildung – Volkshochschule (VHS)
- Familienberatung und Schulpsychologischer Dienst
- Integrierte Jugendhilfe- und Schulentwicklungsplanung
- Kinder- und Jugendpädagogische Einrichtung der Stadt Köln
- Sportamt

## Dezernat V – Soziales, Gesundheit und Wohnen

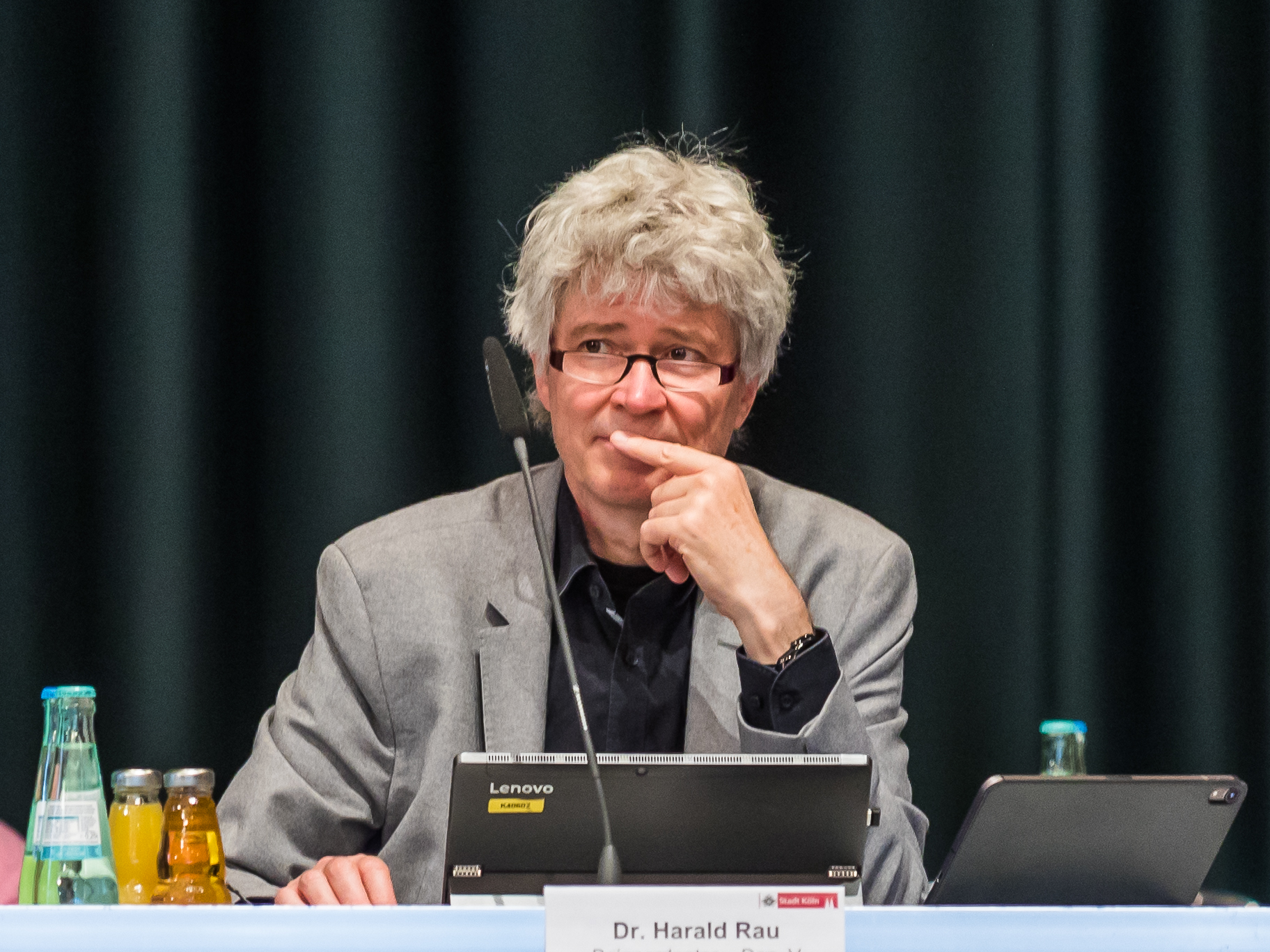
Harald Rau, 2021

Beigeordnete der Stadt Köln war bis 15. Juli 2010 Marlis Bredehorst (Bündnis 90/Die Grünen). Sie wurde am 20. Oktober 2003 vom Rat der Stadt für acht Jahre in dieses Amt gewählt. Mit der Ernennung zur Staatssekretärin im Ministerium für Gesundheit, Emanzipation, Pflege und Alter des Landes Nordrhein-Westfalen wurde das Dezernat V, in Vertretung, von Agnes Klein geführt. Am 7. Oktober 2010 wurde Henriette Reker zur Beigeordneten für Soziales, Integration und Umwelt gewählt, der Amtsantritt erfolgte am 1. Dezember. Durch ihre Wahl zur Oberbürgermeisterin im Herbst 2015 wurde eine Neuausschreibung notwendig. Am 10. Mai 2016 wählte der Rat der Stadt Köln Harald Rau zum neuen Dezernenten; er hat das Amt am 1. August 2016 angetreten.
Untergeordnete Dienststellen:
- Amt für Soziales, Arbeit und Senioren
- Amt für Wohnungswesen
- Gesundheitsamt
- Stabsstelle Sozialplanung

## Dezernat VI – Planen und Bauen

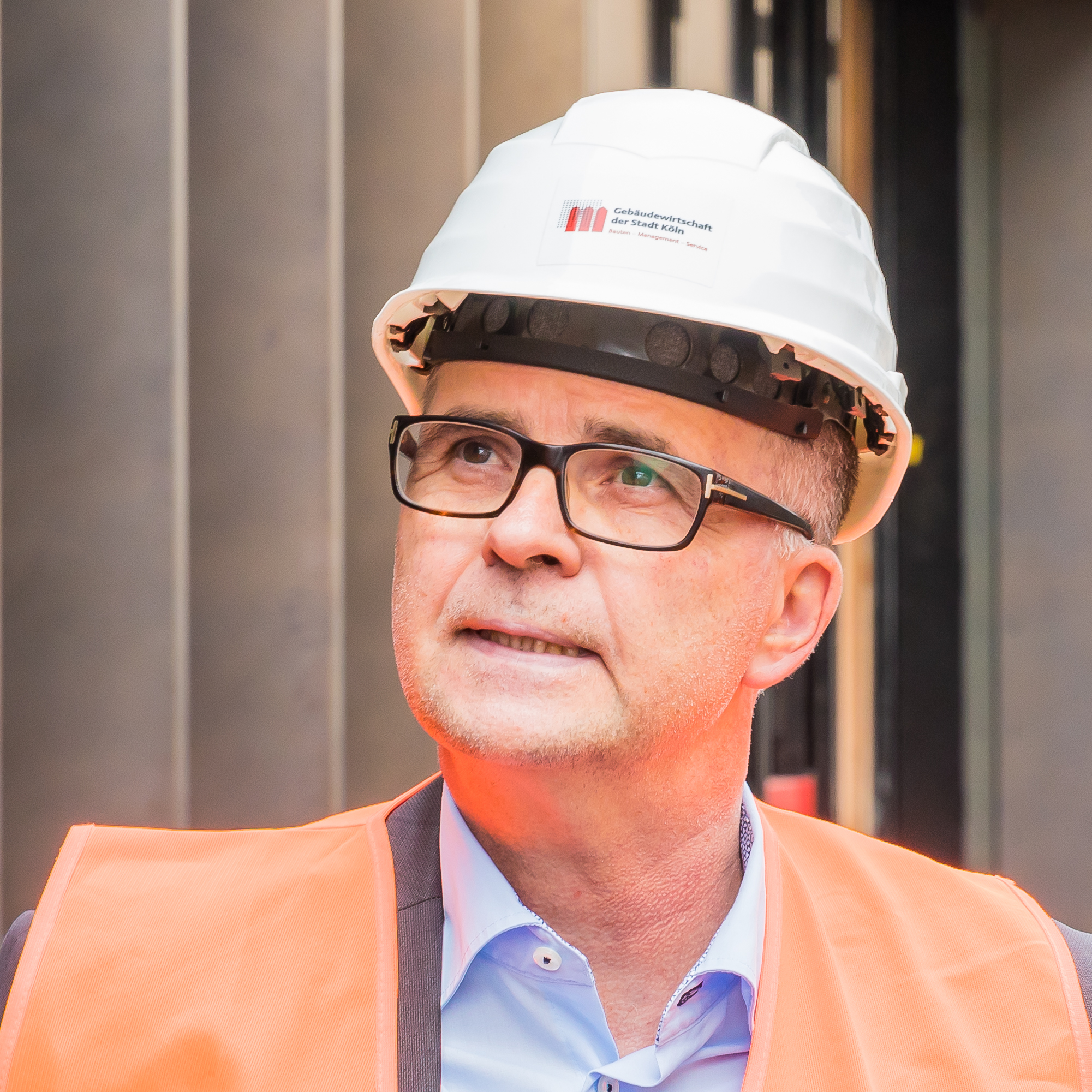
Markus Greitemann, 2017

Beigeordneter der Stadt Köln ist Franz-Josef Höing (bisher Senatsbaudirektor in Bremen). Er wurde am 15. Mai 2012 vom Kölner Stadtrat gewählt und übernahm zum 1. Juli 2012 das Amt von seinem Vorgänger Bernd Streitberger. Nach seinem Wechsel als Oberbaudirektor von Hamburg zum 1. November 2017 hat die Dezernentin für Mobilität und Verkehrsinfrastruktur, Andrea Blome, kommissarisch die Dezernatsleitung übernommen.
Am 26. Februar 2018 wählte der Rat der Stadt Köln Markus Greitemann zum neuen Beigeordneten. Er trat sein Amt zum 1. Juni 2018 an.
Untergeordnete Dienststellen:
- Bauaufsichtsamt
- Gebäudewirtschaft der Stadt Köln
- Stadtplanungsamt
- Wohnungsbauleitstelle
- Stadtkonservator, Amt für Denkmalschutz und Denkmalpflege

## Dezernat VII – Kunst und Kultur

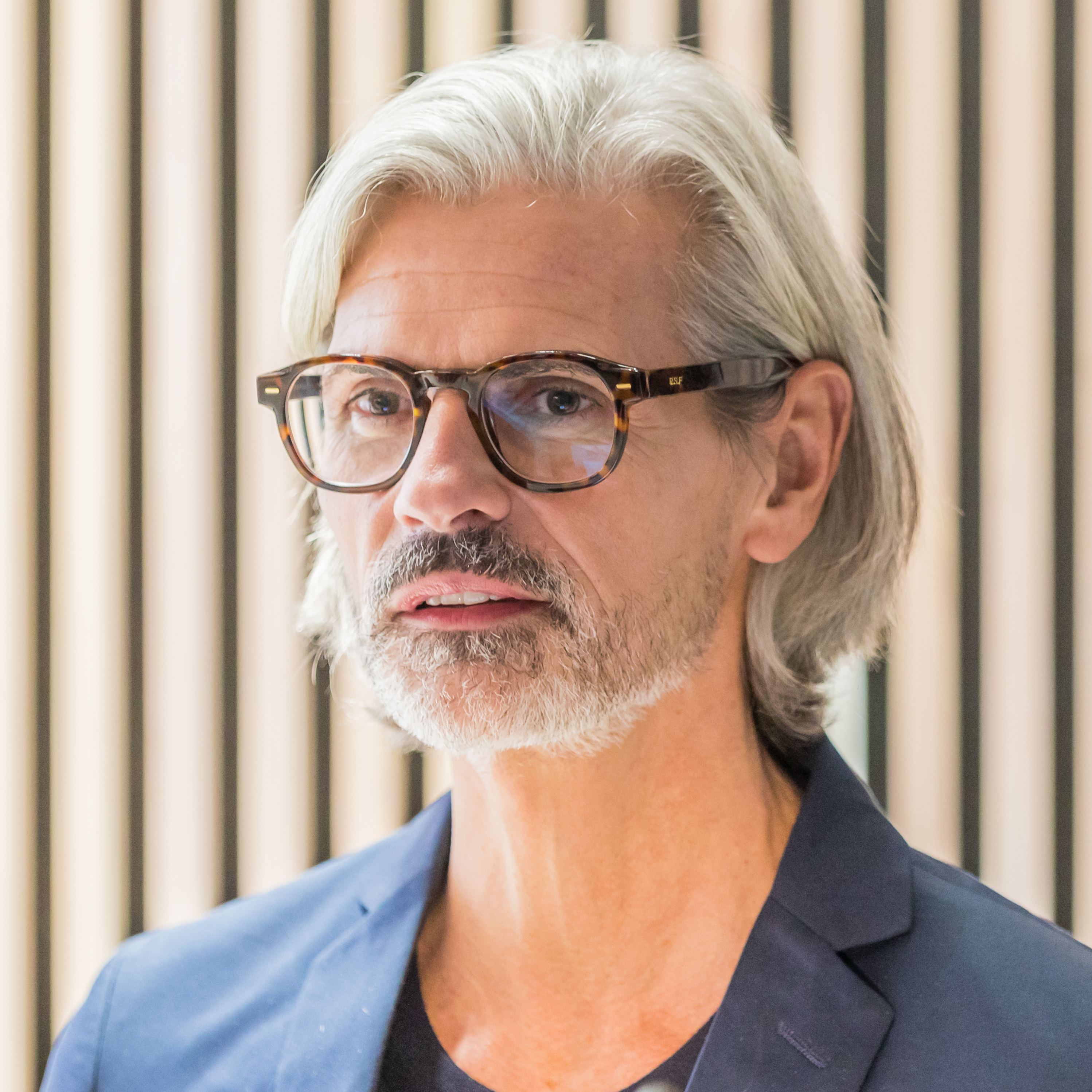
Stefan Charles, 2021

Beigeordnete der Stadt Köln war vom 1. September 2013 für acht Jahre bis Ende August 2021 Kulturdezernentin Susanne Laugwitz-Aulbach. Am 23. August 2021 wurde Stefan Charles vom Rat der Stadt als ihr Nachfolger gewählt. Zum 1. Oktober 2021 hat er sein Amt angetreten.
Untergeordnete Dienststellen:
- Archäologische Zone – Museumsneubau – MiQua
- Bühnen der Stadt Köln mit Schauspiel Köln und Oper Köln
- Gürzenich-Orchester
- Historisches Archiv der Stadt Köln mit dem Rheinischen Bildarchiv
- Kölnisches Stadtmuseum
- Kulturamt
- Kulturraummanagement
- Kunst- und Museumsbibliothek der Stadt Köln
- Museum für Angewandte Kunst Köln
- Museum für Ostasiatische Kunst
- Museum Ludwig
- Museum Schnütgen
- Museumsdienst Köln
- NS-Dokumentationszentrum
- Planungsreferat
- Puppenspiele
- Rautenstrauch-Joest-Museum – Kulturen der Welt
- Referat für Museumsangelegenheiten
- Römisch-Germanisches Museum/Archäologische Bodendenkmalpflege
- Stadtbibliothek Köln (Bücherbus, Heinrich-Böll-Archiv, LiK – Sammlung Literatur in Köln, Stadtteilbibliotheken, Zentralbibliothek, Germania Judaica)
- Wallraf-Richartz-Museum & Fondation Corboud

## Dezernat VIII – Klima, Umwelt, Grün und Liegenschaften

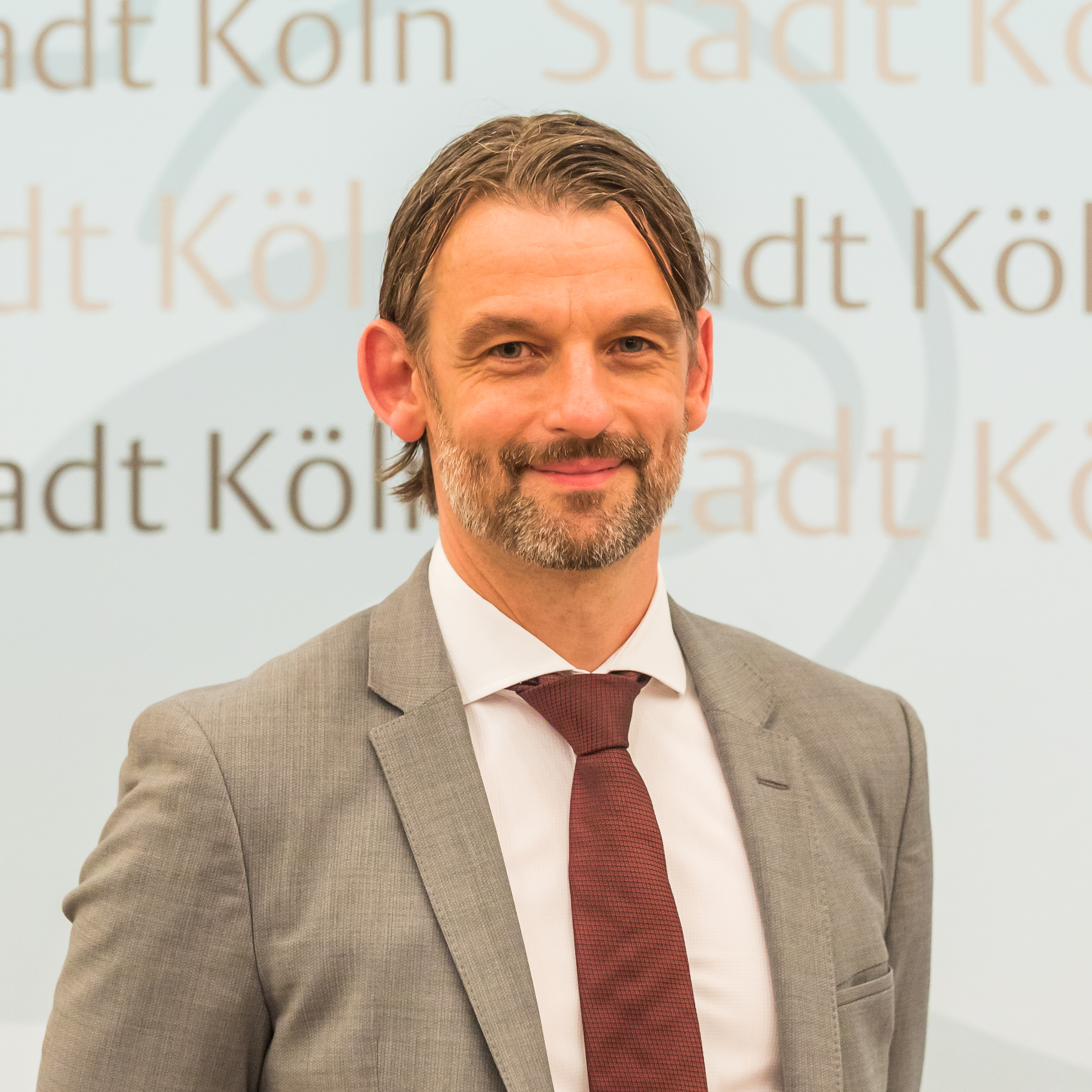
William Wolfgramm, 2021

Am 24. Juni 2021 wählte der Rat der Stadt Köln William Wolfgramm zum neuen Beigeordneten, der sein Amt zum 1. September 2021 antrat.
- Amt für Landschaftspflege und Grünflächen
- Amt für Liegenschaften, Vermessung und Kataster
- Eigenbetriebsähnliche Einrichtung AWB
- Koordinationsstelle Klimaschutz
- Umwelt- und Verbraucherschutzamt

## Dezernat IX – Stadtentwicklung, Wirtschaft, Digitalisierung und Regionales

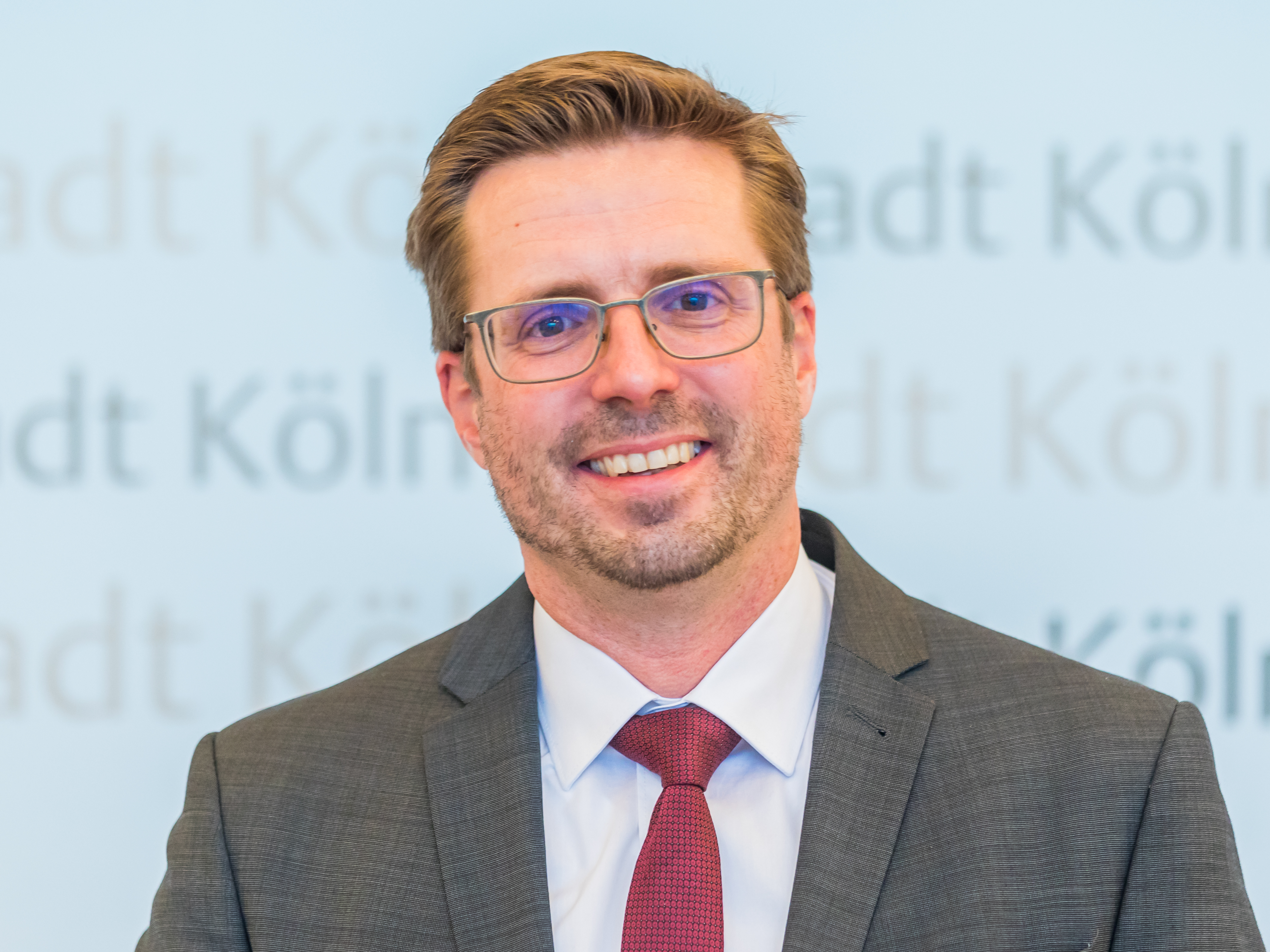
Andree Haack, 2022

Am 24. Juni 2021 wählte der Rat der Stadt Köln Niklas Kienitz zum neuen Beigeordneten. Aufgrund massiver persönlicher Anfeindungen zog sich Kienitz, der sein Amt zum 1. September antreten sollte, am 24. Juli 2021 zurück. Am 3. Februar 2022 wurde Andree Haack vom Stadtrat zum Beigeordneten gewählt. Auf Grund verfahrensrechtlicher Fehler im Bewerbungsverfahren musste die Stelle erneut ausgeschrieben werden. Am 5. Mai 2022 wählte der Rat der Stadt Köln Andree Haack erneut zum Beigeordneten. Sein Amt trat er zum 1. August 2022 an.
- Amt für Stadtentwicklung und Statistik
- Digitalisierung und Informationstechnik
- Stabsstelle Wirtschaftsförderung

## Verwaltungsbauten der Stadtverwaltung
Die Stadtverwaltung von Köln ist zum Großteil in drei verschiedenen Bauten untergebracht:
- Historisches Rathaus. Es liegt mit der Westseite am Rathausplatz, mit der Ostseite am Alter Markt. An der nordwestlichen Ecke befindet sich der Ratsturm mit dem Senatssaal. U.a. haben die Oberbürgermeisterin und die Stadtdirektorin im historischen Rathaus ihre Büros. Für festliche Empfänge stehen der Hansasaal und der Muschelsaal zur Verfügung.
- Spanischer Bau mit dem Ratssaal, Er liegt mit dem Südostseite am Rathausplatz, schräg gegenüber dem historischen Rathaus. Der Theo-Burauen-Platz grenzt im Norden an.
- Als die Stadtverwaltung Anfang des 20. Jahrhunderts im alten Rathaus nicht mehr genügend Platz fand, entstand um 1911/13 im Gürzenich-Viertel das damals neue Stadthaus. Schäden infolge des Zweiten Weltkriegs wurden bis 1956 beseitigt und das teils bereits als Technisches Rathaus bezeichnete Stadthaus ohne die bisherigen oberen Bereiche hergestellt. Um 1999/2000 wurde der gesamte Baukomplex abgerissen und durch einen Hotelneubau ersetzt.[27]
- Stadthaus/Technisches Rathaus in Deutz, angrenzend an die Lanxess-Arena. Geplant durch Peter Böhm.

Des Weiteren sind einige Dienststellen in angemieteten Immobilien in der Stadt untergebracht.

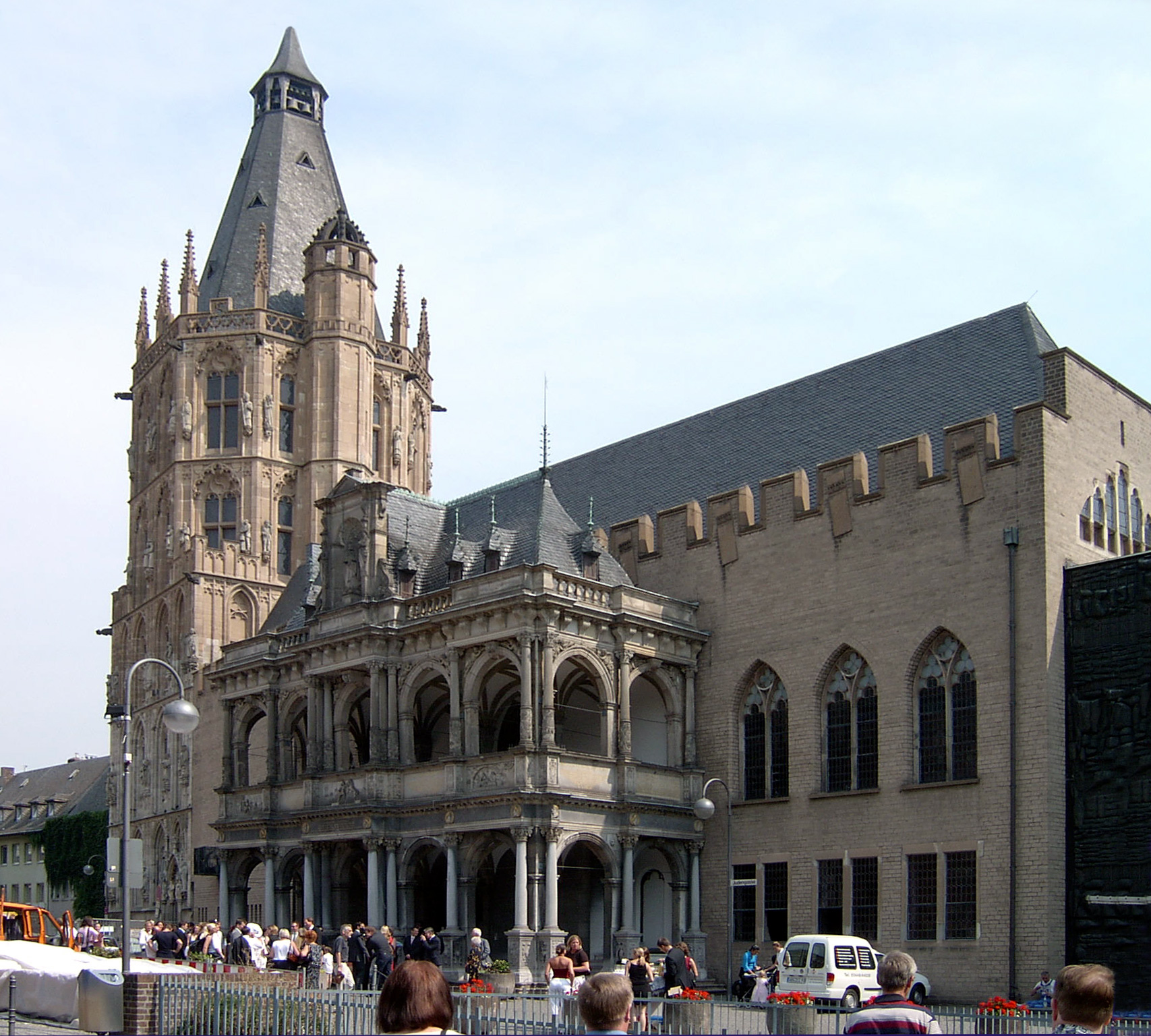
Historisches Rathaus der Stadt Köln in der Innenstadt.
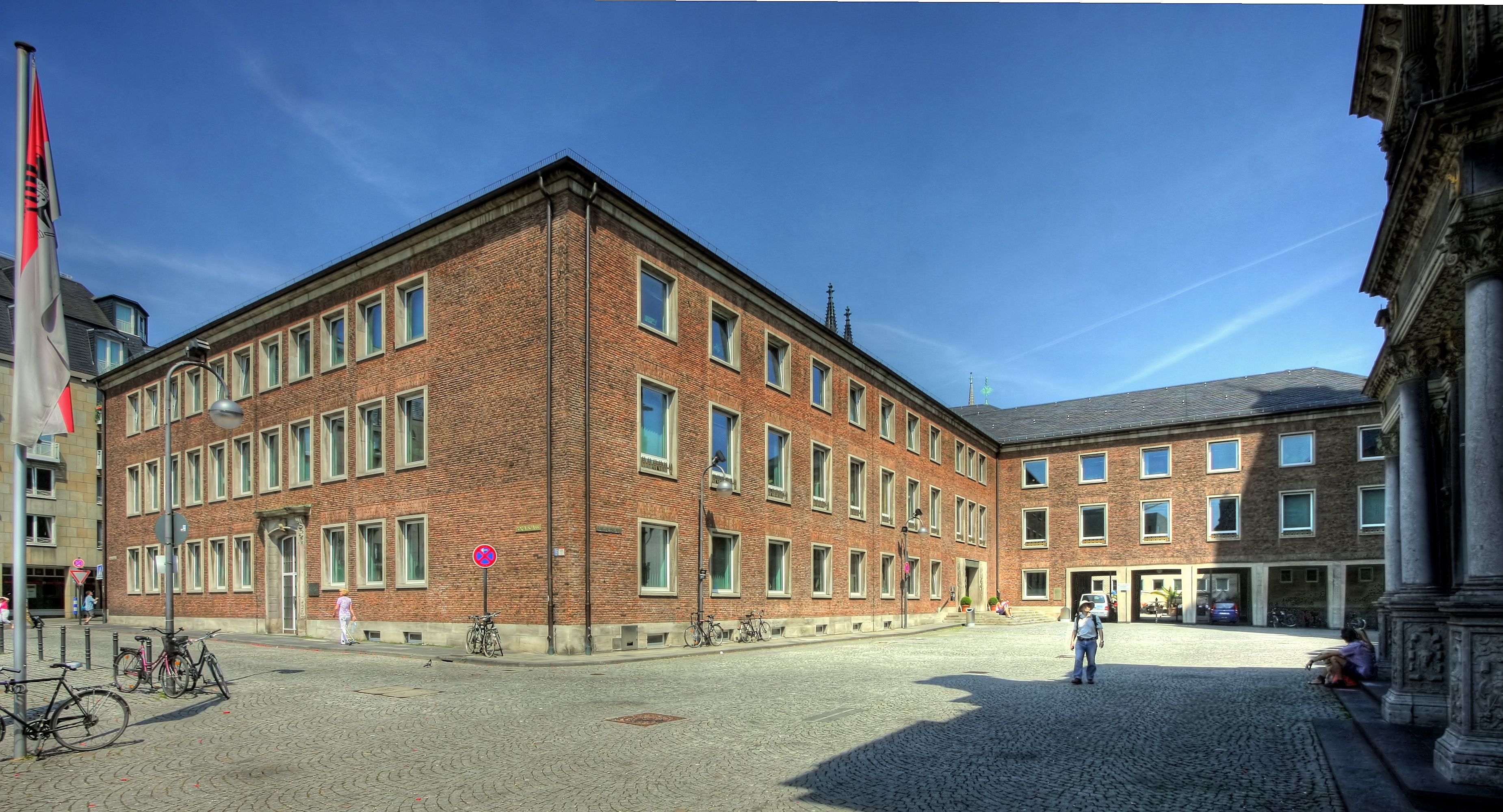
Spanischer Bau in der Innenstadt.
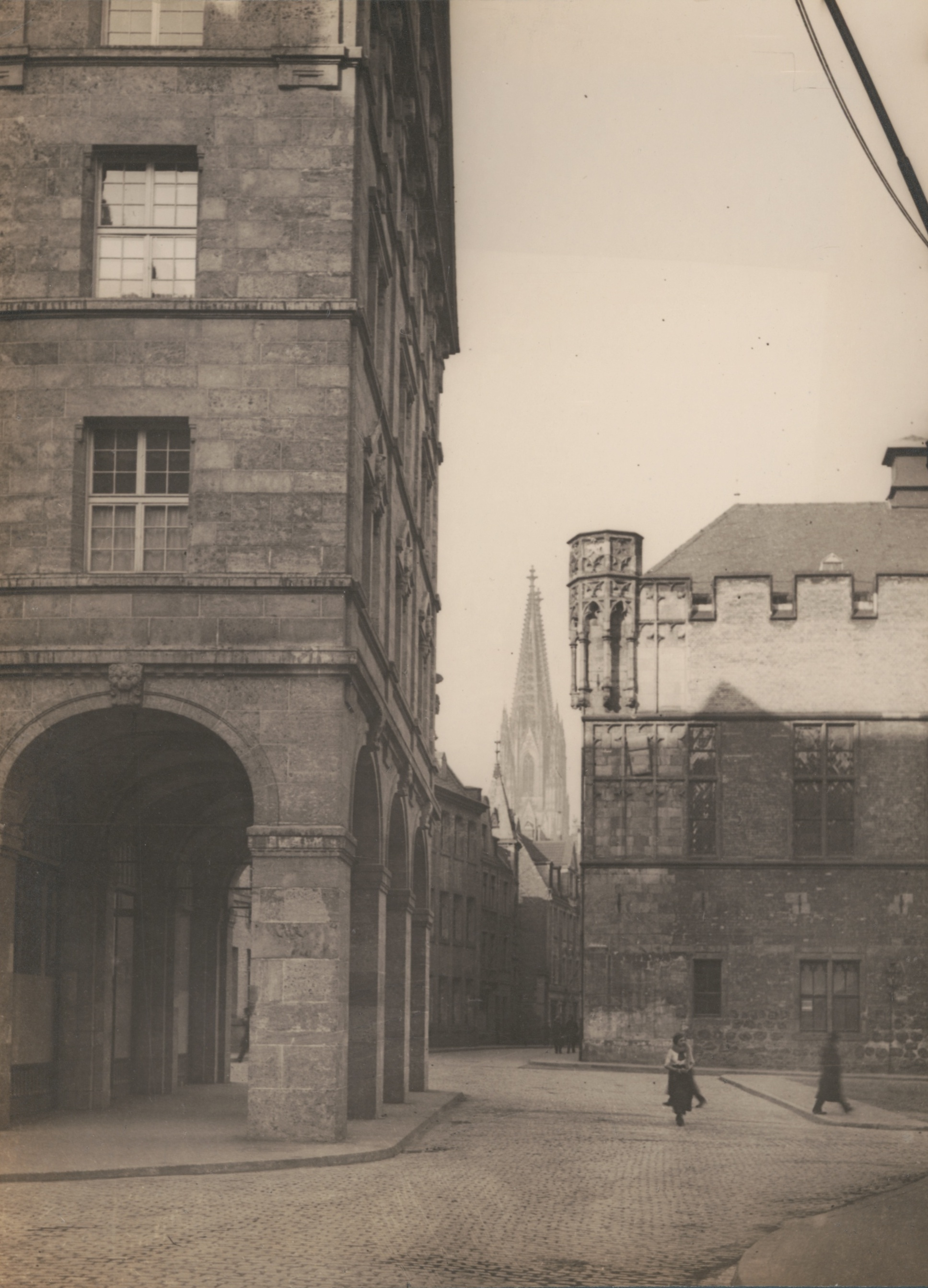
Das 1911/13 erbaute neue Stadthaus (links im Bild).
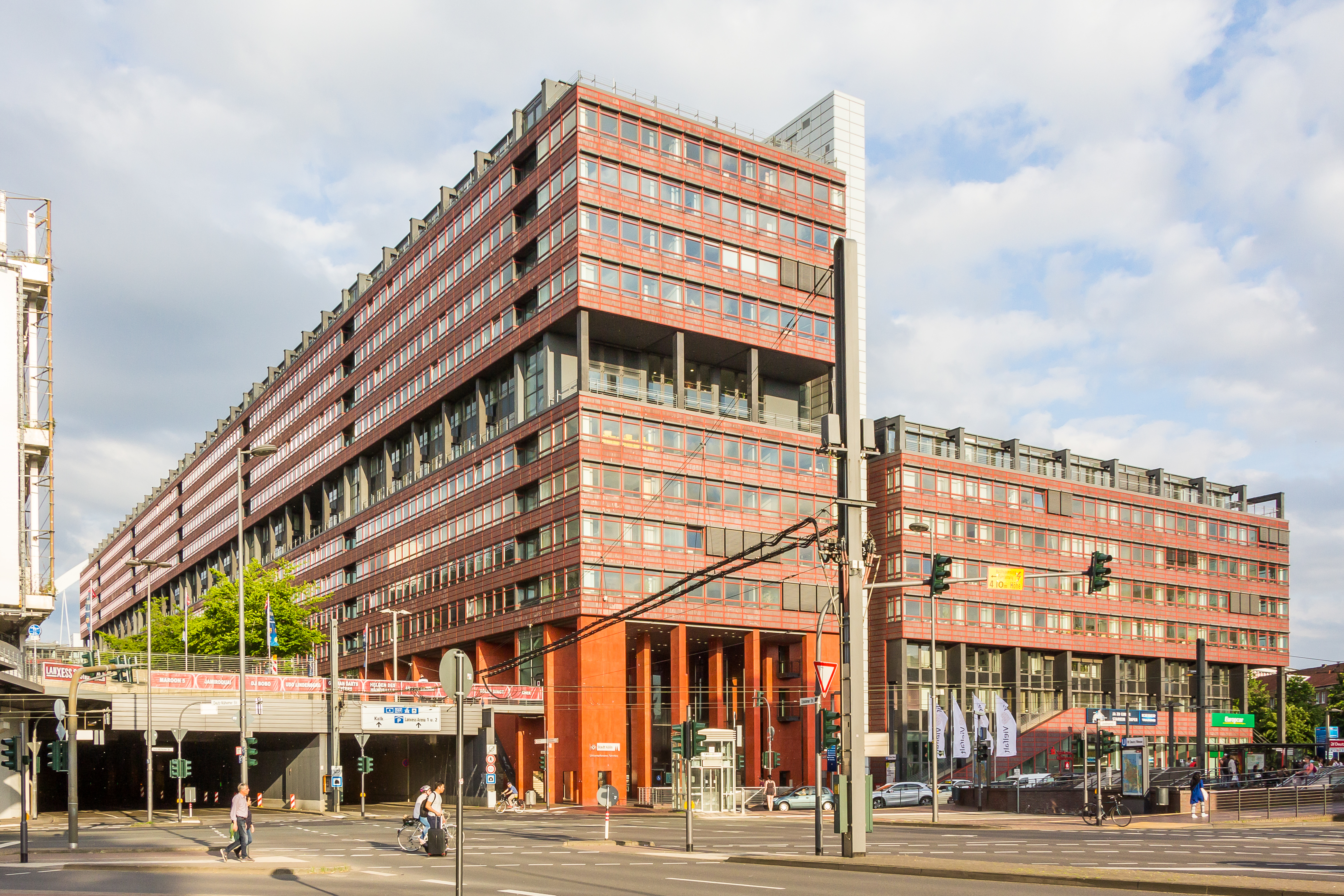
Stadthaus in Köln-Deutz, auch technisches Rathaus genannt.

## Geschichte
Vom 12. Jahrhundert bis 1795 wurde die Stadtverwaltung durch den Bürgermeister geführt (siehe hierzu → Liste der Kölner Bürgermeister). Während der französischen Besatzungszeit Kölns von 1794 bis 1815 wurde die Verwaltung durch einen Präsidenten der Munizipalität oder durch einen Maire nach französischem Vorbild geleitet.
Von 1815 bis 1945 war der Oberbürgermeister Chef der Verwaltung. Im Nachkriegs-Deutschland wurde das Amt des Oberbürgermeisters und das des Verwaltungs-Chefs getrennt und ein Oberstadtdirektor zum Leiter der Verwaltung bestimmt (Doppelspitze) (siehe hierzu → Liste der Oberbürgermeister der Stadt Köln).
1994 wurde die 1946 von der Besatzungsmacht festgelegte Norddeutsche Ratsverfassung in die Süddeutsche Ratsverfassung geändert (siehe hierzu → Gemeindeordnung für das Land Nordrhein-Westfalen).
1999 wurde die Reform der Gemeindeverwaltung umgesetzt, und seitdem umfasst das Amt der Kölner Oberbürgermeister wieder sowohl die politische Repräsentation der Stadt Köln als auch die Leitung der Stadtverwaltung.
Von 2017 bis März 2022 durchlief die Stadt Köln ihre Verwaltungsreform, mit der die Stadtverwaltung systematisch moderner, effizienter, digitaler und bürgernäher ausgerichtet werden sollte. Dieser Transformationsprozess war in fünf Handlungsfelder gegliedert:
- „Zufriedenheit der Kunden und Bürger“
- Effiziente und ergebnisorientierte Prozesse
- Systematische und zielorientierte Steuerung
- Organisationskultur, Führung und Beschäftigtenzufriedenheit
- Innovation

Nach jedem Jahr wurde ein Zwischenbericht („Transparenzbericht“) veröffentlicht, der die aktuellen Fortschritte, Projektstände und auch Misserfolge und Erkenntnisse darstellte. Ab Juni 2021 wurde dieser Bericht durch eine Informationsplattform ersetzt, auf dem die Informationen alle paar Monate statt nur einmal im Jahr aktualisiert wurden.

## Personal
Bei der Kölner Stadtverwaltung sind 21.461 Mitarbeiter beschäftigt, davon 4.601 Beamte und 16.860 Tarifbeschäftigte (Stand 31. Dezember 2023). Davon sind 62 % Frauen und 38 % Männer. Außerdem sind 14.624 Vollzeit beschäftigt und 6.837 in Teilzeitbeschäftigung. Das entspricht einer Teilzeitquote von 32 %. Das Durchschnittsalter der Mitarbeiter beträgt 45,3 Jahre, wobei der größte Teil der Beschäftigten (3.446) zwischen 55 und 59 Jahre alt ist und der kleinste Teil (18) unter 20 Jahre alt. Die Stadt Köln hat eine Schwerbehindertenquote von 9,5 %.
Innerhalb des Jahres 2020 wurden etliche Homeoffice-Zugänge geschaffen. Ende 2020 hatten 17.018 (80 %) Mitarbeiter mobilen Zugriff auf Intranet und E-Mails und 13.271 (63 %) einen vollumfänglichen Homeoffice-Zugang. Nicht alle Mitarbeiter brauchen diesen Zugang, da viele ihren Alltag nicht am Schreibtisch verbringen, sondern zum Beispiel beim Ordnungsdienst, beim Grünflächenamt oder in städtischen Kindergärten arbeiten.
| Jahr   | 2012   | 2013   | 2014   | 2015   | 2016   | 2017   | 2018   | 2019   | 2020   | 2021   | 2022   | 2023   |
| ------ | ------ | ------ | ------ | ------ | ------ | ------ | ------ | ------ | ------ | ------ | ------ | ------ |
| Anzahl | 16.556 | 16.831 | 17.039 | 17.303 | 17.979 | 18.301 | 18.880 | 19.549 | 21.158 | 21.623 | 21.570 | 21.461 |